# Zuénoula (underprefektur)
Zuénoula är en underprefektur i Elfenbenskusten. Den ligger i departementet med samma namn, i den centrala delen av landet, 120 km nordväst om huvudstaden Yamoussoukro.